# Mallos niveus
Mallos niveus is een spinnensoort in de taxonomische indeling van de kaardertjes (Dictynidae).
Het dier behoort tot het geslacht Mallos. De wetenschappelijke naam van de soort werd voor het eerst geldig gepubliceerd in 1902 door Octavius Pickard-Cambridge.